# DOMO Group
DOMO Group — бельгійська текстильна компанія, інноваційний виробник килимових покриттів: wall-to-wall, з поліаміду і поліпропілену, голкопробивний ковролін, килимова плитка, килимове покриття для побутових приміщень. Заснована у 1989 році. Головний офіс — у Цвінаарде поблизу Гента.

## Історія
1989 рік — фабрика Domo стає незалежною компанією;
1994 рік — початок виробництва капролактаму, полімеризація і прядіння ниток;
1997 рік — інтеграція DOMO Oudenaarde і DOMO Sint-Niklaas;
1999 рік — придбання DOMO Zele; 2001—2002 роки — спонсор велокоманди DOMO-Farm Frites;
2002 рік — придбання DOMO поліпропілен; 2003—2004 роки — спонсор велокоманди Lotto-DOMO;
2007 рік — DOMO Груп об'єднує діяльність двох філій: DOMO CHEMICALS і DOMO INDUSTRIES, а  також створює третє направлення ALINSO.

## Місце знаходження
Бельгія, Industriepark West 43, 9100 Sint Niklaas